# Alectoria (schimmelgeslacht)
Alectoria is een geslacht van korstmossen, dat behoort tot de orde Lecanorales van de ascomyceten. De Alectoria hebben opvallende pseudocyphellen, kleine openingen voor de gasuitwisseling.
Alectoria-soorten produceren usninezuur. Men neemt aan dat het de korstmossen tegen ultraviolette straling beschermt en door zijn intens bittere smaak korstmossen beschermt tegen begrazing.

## Soorten
Volgens Index Fungorum bestaat het geslacht uit zeven soorten (peildatum maart 2023):
| Soortnaam                | Auteur(s)                                    | Publicatiejaar |
| ------------------------ | -------------------------------------------- | -------------- |
| Alectoria brodoana       | Essl.                                        | 2016           |
| Alectoria gowardii       | Lumbsch                                      | 2010           |
| Alectoria ochroleuca     | (Schrank) A. Massal.                         | 1855           |
| Alectoria ochroleucoides | Essl.                                        | 2016           |
| Alectoria sarmentosa     | (Ach.) Ach.                                  | 1810           |
| Alectoria sorediosa      | (K.G.W. Lång ex Räsänen) McMullin & Lendemer | 2016           |
| Alectoria spiculatosa    | Li S. Wang & Xin Y. Wang                     | 2015           |

## Afbeeldingen

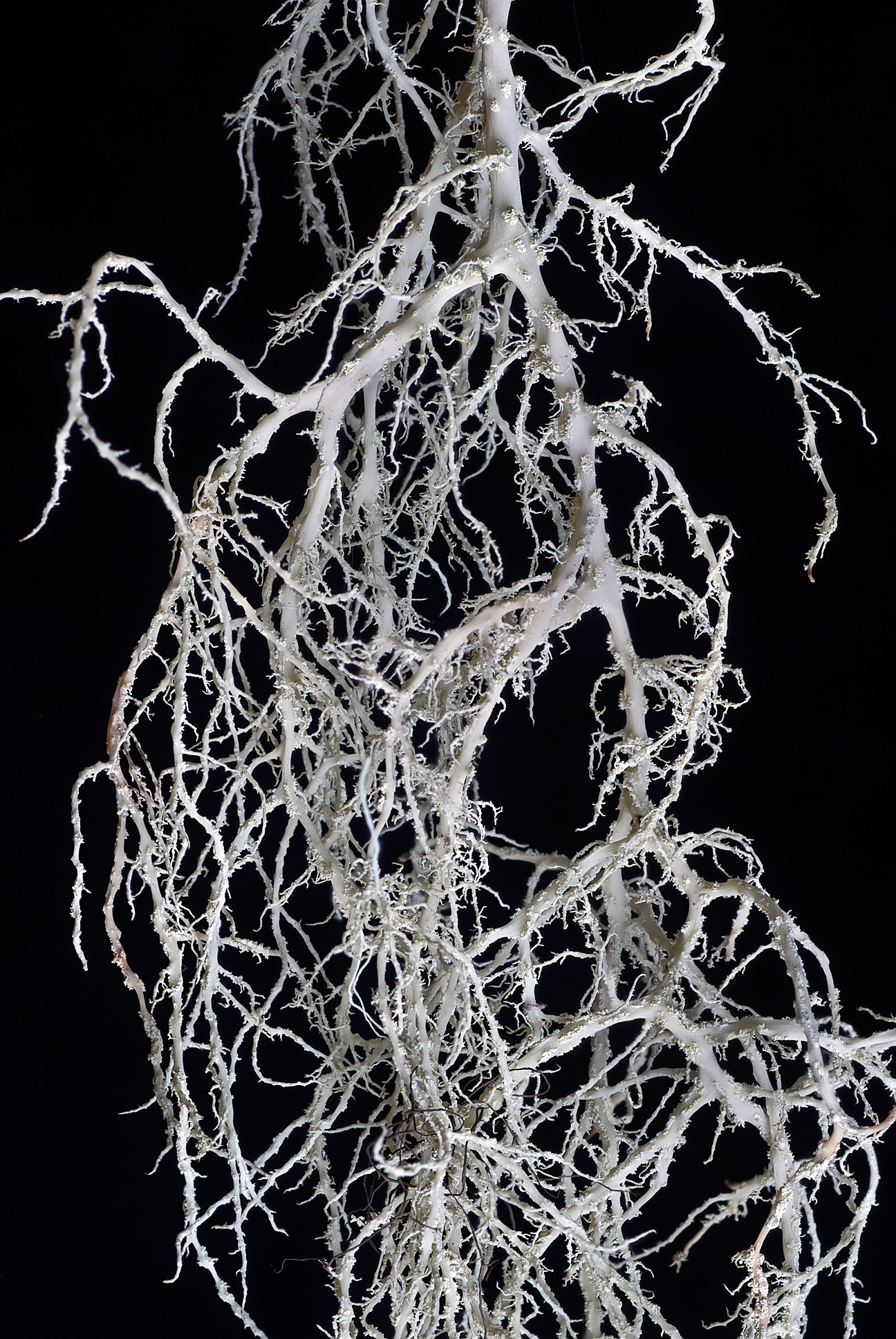
Alectoria imshaugii
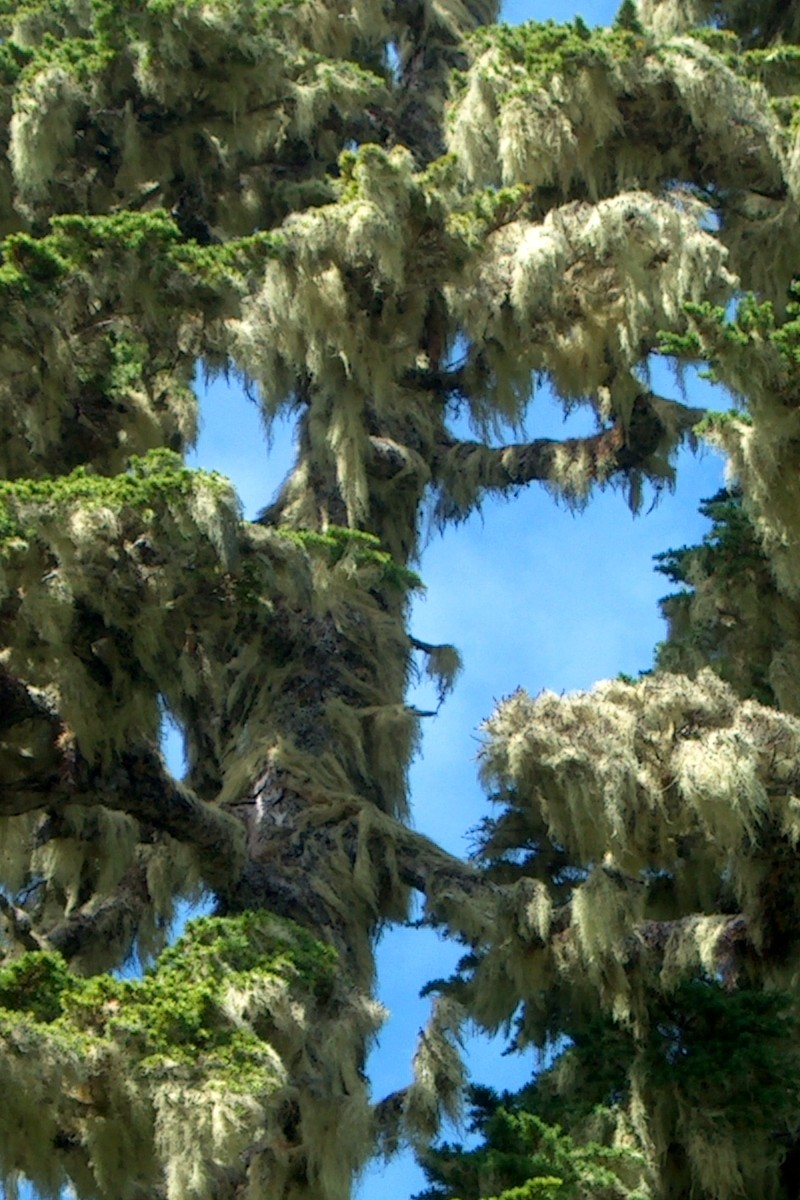
Alectoria sarmentosa
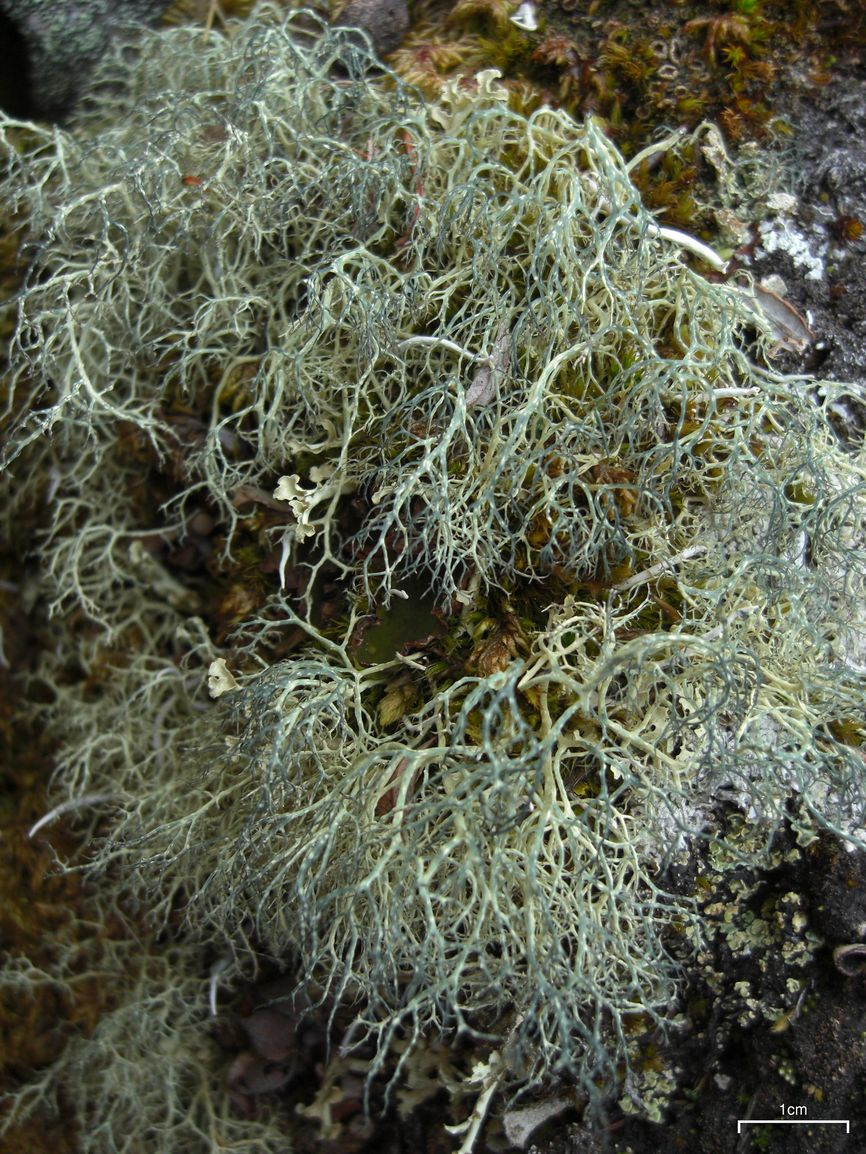
Alectoria ochroleuca
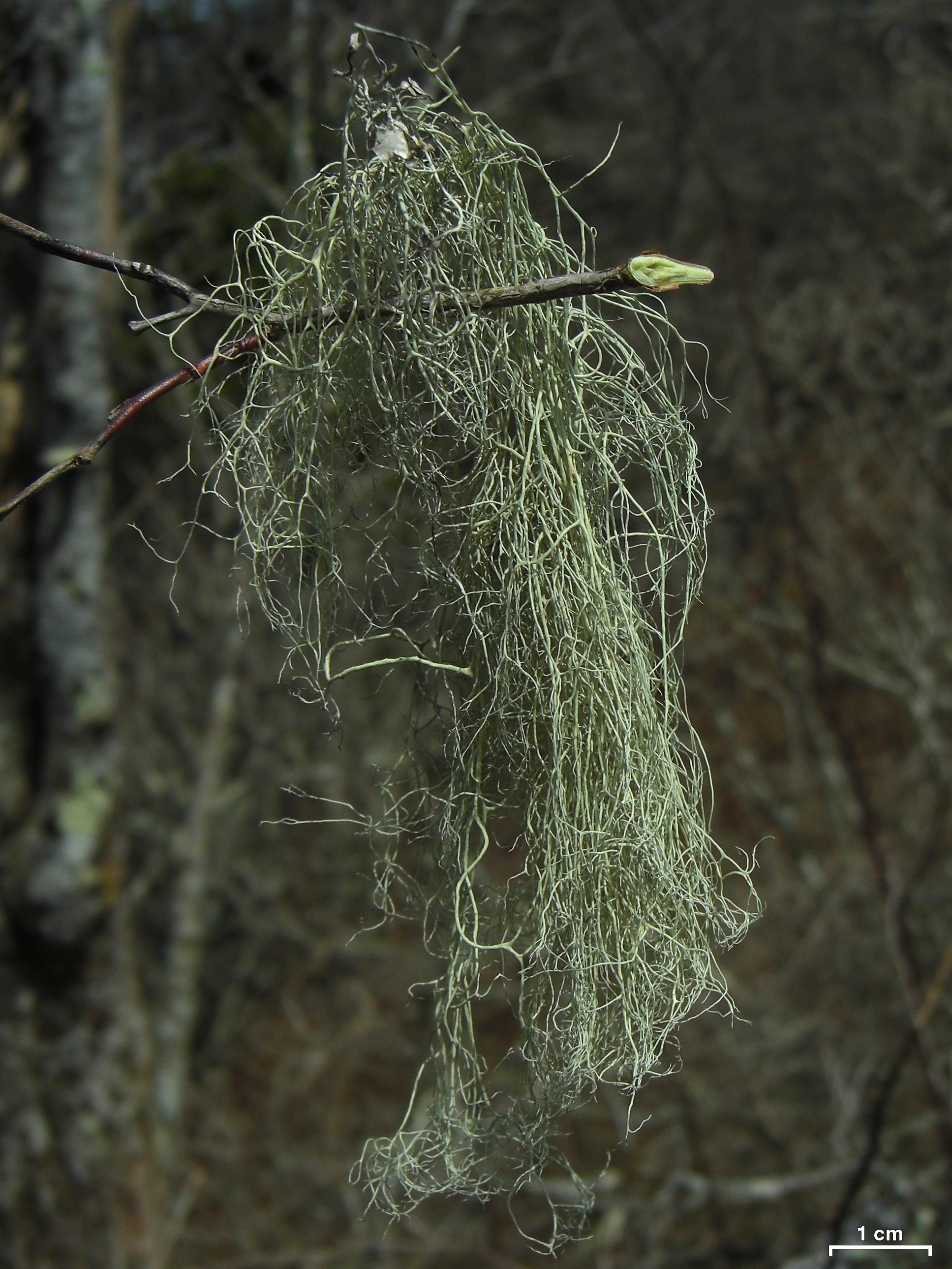
Alectoria fallacina op els